# Pierre van Hooijdonk
Pierre van Hooijdonk (ur. 29 listopada 1969 w Steenbergen) – holenderski piłkarz, grający na pozycji napastnika.
Van Hooijdonk na początku grał w zespołach juniorskich takich jak: SC Welberg i VV Steenbergen. Profesjonalną karierę zaczynał w 2 lidze holenderskiej w RBC Roosendaal. W 1991 roku był już zawodnikiem NAC Breda. W sezonie 1992–1993 awansował z tym zespołem do Eredivisie, a sam został królem strzelców na drugim froncie z 26 golami. W 1 lidze również nie zawiódł i w kolejnym sezonie (1993–1994) zdobył 25 bramek. W następnym w rundzie jesiennej zdobył 10 bramek, po czym odszedł do Celtiku Glasgow. Tam również wykazywał swój kunszt strzelecki i w Scottish Premier League zdobył łącznie 44 bramki w 68 meczach. W styczniu 1997 roku opuścił Celtic i przeniósł się do angielskiego Nottingham Forest F.C. Udany miał tylko drugi sezon gry (1997–1998), kiedy to zdobył 29 bramek w 42 meczach w 2 lidze. W następnym sezonie odniósł kontuzję i zagrał tylko w 21 meczach i strzelił 6 bramek. Wrócił więc na jeden sezon do Eredivisie do zespołu SBV Vitesse, w barwach którego był wicekrólem strzelców ligi z 25 golami. Sezon 2000–2001 to już gra w barwach Benfiki Lizbona, do której przyszedł za 6,8 miliona euro i 19 bramek w 30 meczach. W 2001 roku następuje transfer do Feyenoordu, z którym osiągnął wielki sukces zdobywając w tymże sezonie 2001–2002 Puchar UEFA. Oba sezony w Feyenoordzie również obfitowały w bramki strzelone przez van Hooijdonka – 52 w 61 meczach. W lecie 2003 zostaje sprzedany za milion euro do tureckiego Fenerbahçe SK, gdzie przez dwa lata strzela 32 bramki w 52 meczach. Od sierpnia 2005 roku ten czarnoskóry napastnik był ponownie zawodnikiem NAC Breda, a w styczniu 2006 roku po raz drugi zatrudnił go Feyenoord, z którym zajął 3. miejsce w Eredivisie. Van Hooijdonk słynie nie tylko z bardzo dobrego wykończenia akcji, ale także ze świetnie wykonywanych stałych fragmentów gry, a przede wszystkim strzałów z rzutów wolnych. W roku 2007 podjął decyzję o zakończeniu kariery.
W reprezentacji Holandii zadebiutował 14 grudnia 1994 roku w wygranym 5-0 meczu z Luksemburgiem. W kadrze zagrał 46 razy i strzelił 14 bramek. Obecnie coraz starszy van Hooijdonk już nie gra w reprezentacji, z którą wystąpił MŚ w 1998(4. Miejsce) oraz Euro 2000 i Euro 2004(Półfinał).

## Kariera
| Sezon   | Klub                   | Rozgrywki                         | Mecze | Bramki |
| ------- | ---------------------- | --------------------------------- | ----- | ------ |
| 1989/90 | RBC Roosendaal         | Eerstedivisie                     | 32    | 6      |
| 1990/91 | RBC Roosendaal         | Eerstedivisie                     | 37    | 27     |
| 1991/92 | NAC Breda              | Eerstedivisie                     | 35    | 20     |
| 1992/93 | NAC Breda              | Eerstedivisie                     | 33    | 26     |
| 1993/94 | NAC Breda              | Eredivisie                        | 31    | 25     |
| 1994/95 | NAC Breda              | Eredivisie                        | 16    | 10     |
| 1994/95 | Celtic F.C.            | Scottish Premier League           | 13    | 4      |
| 1995/96 | Celtic F.C.            | Scottish Premier League           | 34    | 26     |
| 1996/97 | Celtic F.C.            | Scottish Premier League           | 21    | 14     |
| 1996/97 | Nottingham Forest F.C. | Premiership                       | 8     | 1      |
| 1997/98 | Nottingham Forest F.C. | Football League Championship      | 42    | 29     |
| 1998/99 | Nottingham Forest F.C. | Premiership                       | 21    | 6      |
| 1999/00 | SBV Vitesse            | Eredivisie                        | 29    | 25     |
| 2000/01 | SL Benfica             | SuperLiga                         | 30    | 19     |
| 2001/02 | Feyenoord              | Eredivisie                        | 33    | 24     |
| 2002/03 | Feyenoord              | Eredivisie                        | 28    | 28     |
| 2003/04 | Fenerbahçe SK          | Turecka Superliga Piłkarska       | 33    | 24     |
| 2004/05 | Fenerbahçe SK          | Turecka Superliga Piłkarska       | 19    | 8      |
| 2005/06 | NAC Breda              | Eredivisie                        | 17    | 5      |
| 2005/06 | Feyenoord              | Eredivisie                        | 11    | 3      |
| 2006/07 | Feyenoord              | Eredivisie                        | 26    | 5      |
|         |                        | Łącznie w Eredivisie              | 181   | 125    |
|         |                        | Łącznie w Scottish Premier League | 68    | 44     |
|         |                        | Łącznie w Premiership             | 29    | 7      |
|         |                        | Łącznie w SuperLidze              | 30    | 19     |
|         |                        | Łącznie w Tureckiej Superlidze    | 52    | 32     |